# Pedro Ruiz González

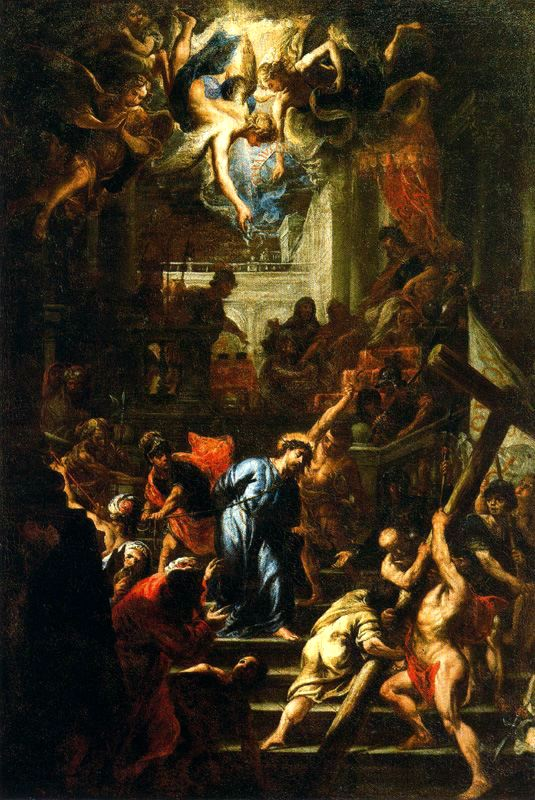
Jésus Christ dans la nuit de la Passion, huile sur toile signée : « ruiz gonzalez ft. 1673 », Madrid, Musée du Prado.

Pedro Ruiz González, né à Arandilla del Arroyo vers 1640 et mort à Madrid en 1706, est un peintre baroque espagnol actif à Madrid. Il a peint des tableaux religieux.

## Biographie
Bien qu'Antonio Palomino, son premier biographe qui l'a connu, indique qu'il est né à Madrid, Pedro Ruiz González est né à Arandilla. La date précise à laquelle il s'installe à Madrid est inconnue : il figure en 1660 parmi les témoins dans le testament du peintre fresquiste bolognais Agostino Mitelli qui meurt à Madrid le 2 août de cette année. Palomino indique qu'il a d'abord suivi des études de grammaire, ce qui aurait fait de lui un peintre érudit, « muy caprichoso » (très capricieux) dans sa façon de penser et de composer ses tableaux,. 
Il a eu pour maîtres Juan Antonio de Frias y Escalante ; ce dernier étant mort en 1669, Ruiz González est entré dans son atelier avant cette date ; il entre ensuite dans l'atelier de Juan Carreño de Miranda dont l'influence a été la plus déterminante. 
Il est probable qu'il était déjà un peintre indépendant en 1663, lorsqu'il épouse Juana de Escobedo. Son activité artistique est documentée à partir de 1664, avec une huile sur toile, L'Annonciation (en collection privée) ; un dessin représentant le Baptême du Christ, daté de 1667 est conservé au Musée du Prado. En 1673, il s'occupe de l'évaluation de la collection de tableaux de Francisco de Orcasitas, une activité qu'il exercera avec une certaine fréquence. La même année, il signe le tableau Jésus Christ dans la nuit de la Passion conservé au Musée du Prado, qui est sans doute le tableau que Palomino mentionne sous le titre de Jésus dans le prétoire en le comparant à l’œuvre de Véronèse et en louant la capacité du peintre pour la composition. En 1680, il collabore sous la direction de Juan Carreño de Miranda aux préparatifs de l'entrée à Madrid du roi d'Espagne Charles II à l'occasion de son mariage avec Marie-Louise d'Orléans, notamment pour le décor de l'Arco de Santa María.
En 1675, il est veuf de sa première épouse, Juana de Escobedo, et sans enfant ; de son deuxième mariage avec Ángela Josefa España, il n'aura pas non plus d'enfant. En août 1688, alors qu'il est sans doute gravement malade, il rédige un premier testament ; il en rédige un autre en juillet 1701, ainsi que son épouse.
Il meurt à Madrid en 1706, et est enterré dans l'église de San Millán pour laquelle il avait peint trois tableaux qui sont détruits lors de l'incendie de l'église en 1720 selon Palomino.

## Œuvre

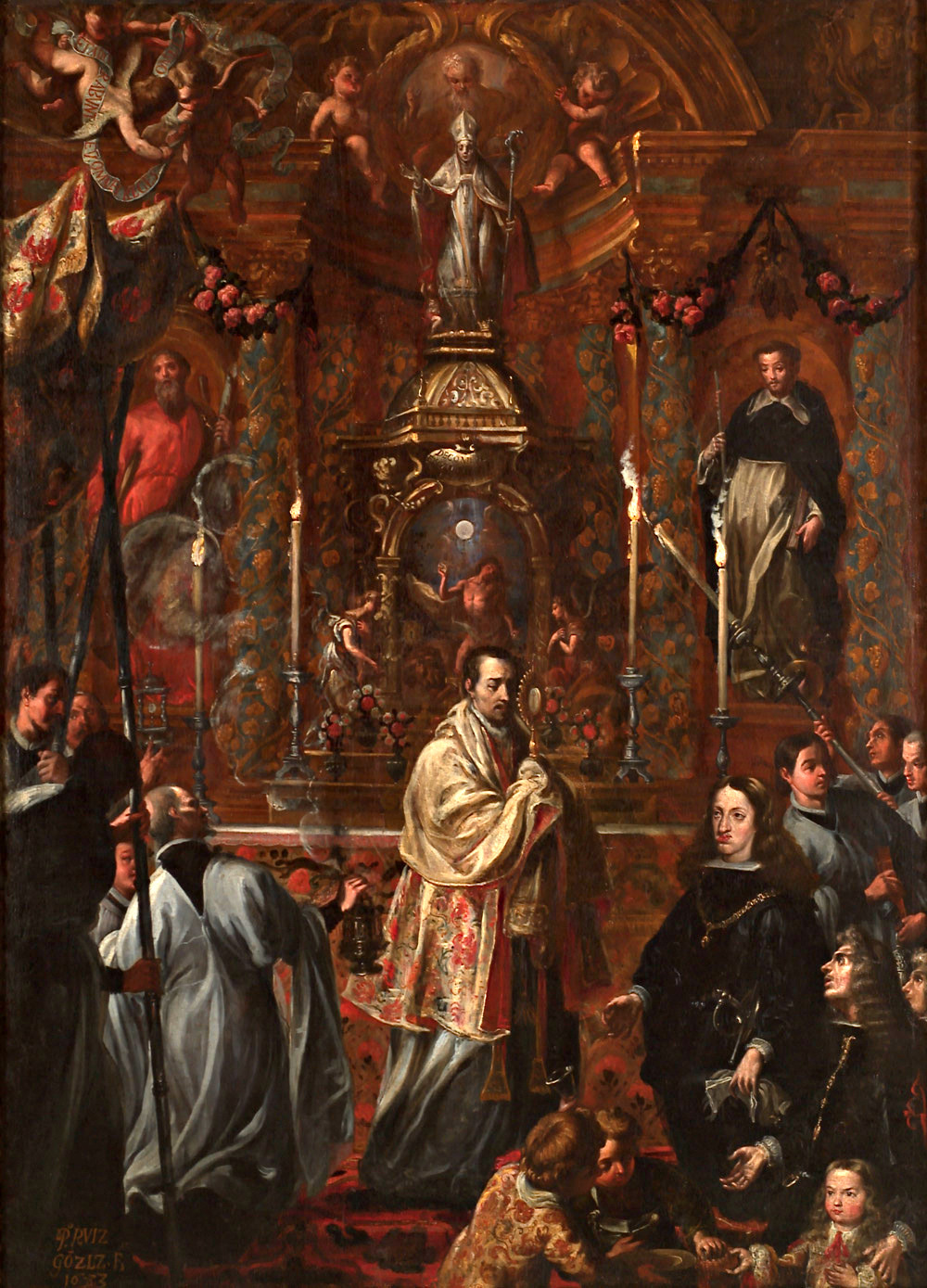
Charles II recevant la bénédiction eucharistique, huile sur toile, Ponce (Porto Rico), Musée d'Art de Ponce.

Une grande partie des peintures de Pedro Ruiz González mentionnées dans les sources sont perdues ; les œuvres conservées étaient destinées dans leur majeure partie à des églises, comme Les âmes du Purgatoire, peinte en 1685 pour l'église de sa ville natale et qui y est toujours conservée. 
La double influence de ses maîtres, Escalante et Carreño, s'y remarque dès ses premières œuvres, comme une Immaculée Conception en 1672, conservée dans une collection particulière, ou dans le tableau sur le même sujet daté de 1685 et également en main privée : il y conserve le schéma rhomboïdal de Carreño, tout en donnant à la figure principale, sous l'influence d'Escalante, solidité et stabilité,. Sa facilité pour le dessin, soulignée par Palomino, se remarque tant dans les nombreux dessins conservés que dans ses huiles sur toile, comme l'Extase de sainte Thérèse  et la Vision de saint Pascal Baylon, toutes deux  peintes pour l'église de Magaz de Pisuerga. 
Son invention et sa capacité pour la composition se manifestent dans le tableau représentant Charles II recevant la bénédiction eucharistique daté de 1683, peint pour l'église de la paroisse madrilène de San Luis et conservé au Musée d'Art de Ponce à Porto Rico, qui précède celui de Claudio Coello sur le même thème.
Parmi les rares portraits conservés, figurent celui de Juan Fernández de Vicuña et Andoin, peint en 1678 (Musée de Beaux-Arts d'Álava), et celui de Doña Sancha Alfonso, peint pour le couvent des Comendadoras de Santiago à Madrid.

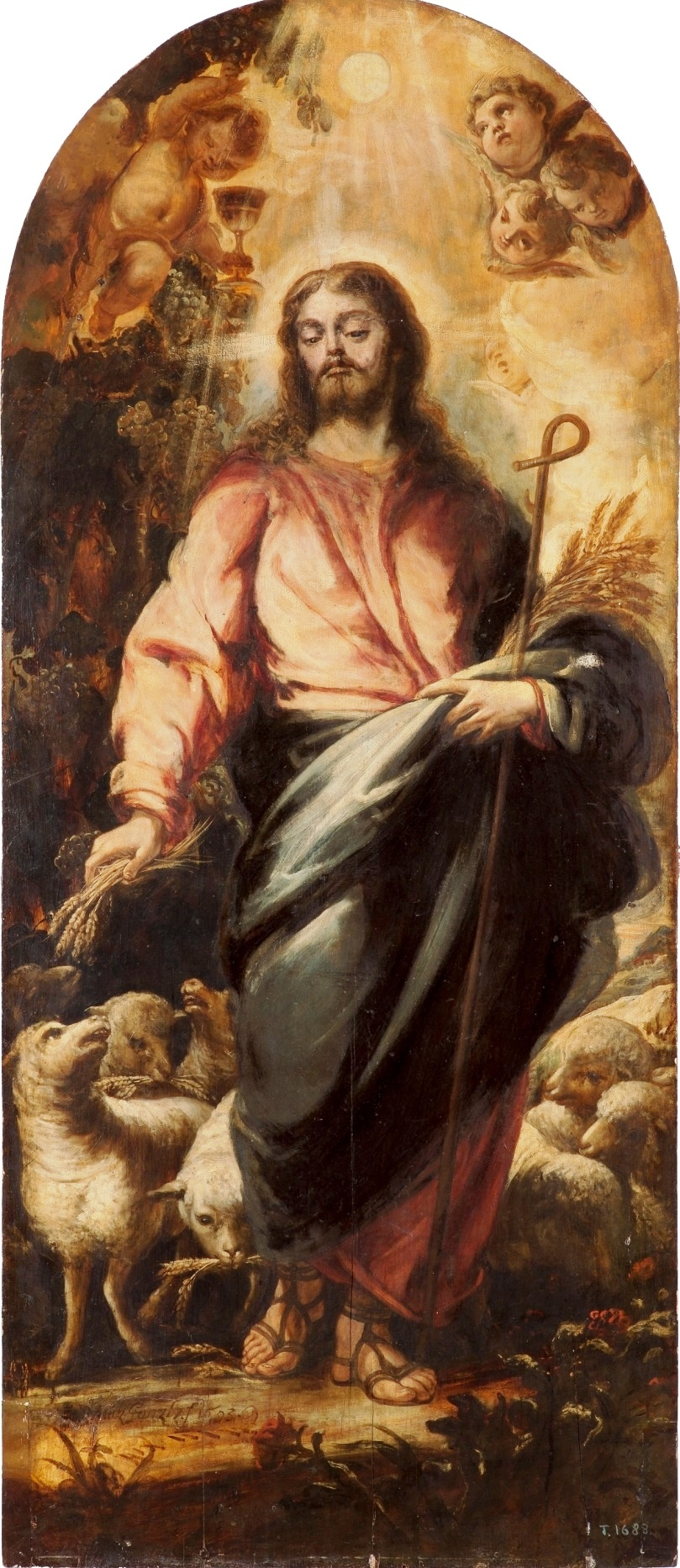
Le bon pasteur, huile sur toile, 1693, Madrid, Musée du Prado, en dépôt à la cathédrale de l'Incarnation d'Almería
.